# Lucasfilm
Lucasfilm Limited és una empresa de producció de pel·lícules i de televisió dels Estats Units va fer les franquícies de Star Wars i Indiana Jones. Lucasfilm la va fundar George Lucas el 1971, i el 30 d'octubre de 2012 va ser adquirida per Walt Disney Company
Lucasfilm també ha estat líder en desenvolupar noves tecnologies per als efectes especials en les pel·lícules com també en el so i en l'animació per ordinador.

## Subsidiàries actuals
- Industrial Light & Magic (ILM)
- Skywalker Sound[2]
- LucasArts

## Antigues subsidiàries
- THX Ltd. - sistemes de so (2001)
- Pixar Animation Studios - productora d'animació per ordinador (venuda a Steve Jobs el 1986, i actualment una subsidiària de The Walt Disney Company). Lucasfilm es va reunificar amb Pixar després que The Walt Disney Company comprés Lucasfilm.
- Kerner Optical - Desenvolupament de 3D (2006)

## Filmografia
| Any  | Pel·lícula                                          | Direcció                     | Guionista                                                   | Història                                                     | Distribuïdor                              | Cost             | Facturació     | Tomatometer | Metacrític |
| ---- | --------------------------------------------------- | ---------------------------- | ----------------------------------------------------------- | ------------------------------------------------------------ | ----------------------------------------- | ---------------- | -------------- | ----------- | ---------- |
| 1973 | American Graffiti                                   | George Lucas                 | George Lucas, Gloria Katz i Willard Huyck                   | George Lucas, Gloria Katz i Willard Huyck                    | Universal Pictures                        | $777,000         | $140 milions   | 96%         | 97         |
| 1977 | Star Wars                                           | George Lucas                 | George Lucas                                                | George Lucas                                                 | 20th Century Fox                          | $11 milions      | $775.5 milions | 93%         | 90         |
| 1979 | More American Graffiti                              | Bill L. Norton               | Bill L. Norton                                              | Bill L. Norton                                               | Universal Pictures                        | $3 milions       | $15 milions    | 22%         | N/D        |
| 1980 | Star Wars episodi V: L'Imperi contraataca           | Irvin Kershner               | Leigh Brackett i Lawrence Kasdan                            | George Lucas                                                 | 20th Century Fox                          | $33 milions      | $547.9 milions | 95%         | 82         |
| 1981 | A la recerca de l'arca perduda                      | Steven Spielberg             | Lawrence Kasdan                                             | George Lucas i Philip Kaufman                                | Paramount Pictures                        | $18 milions      | $389.9 milions | 95%         | 85         |
| 1983 | Star Wars episodi VI: El retorn del Jedi            | Richard Marquand             | Lawrence Kasdan i George Lucas                              | George Lucas                                                 | 20th Century Fox                          | $42.7 milions    | $475.3 milions | 81%         | 58         |
| 1983 | Twice Upon a Time                                   | John Korty i Charles Swenson | John Korty, Charles Swenson, Suella Kennedy i Bill Couturié | John Korty, Bill Couturié i Suella Kennedy                   | Warner Bros.                              | N/D              | N/D            | N/D         | N/D        |
| 1984 | Indiana Jones i el temple maleït                    | Steven Spielberg             | Willard Huyck i Gloria Katz                                 | George Lucas                                                 | Paramount Pictures                        | $28.2 milions    | $333.1 milions | 85%         | 57         |
| 1985 | Latino                                              | Haskell Wexler               | Haskell Wexler                                              | Haskell Wexler                                               | Cinecom Pictures                          | N/D              | N/D            | N/D         | N/D        |
| 1985 | Mishima: A Life in Four Chapters                    | Paul Schrader                | Leonard Schrader i Paul Schrader                            | Leonard Schrader i Paul Schrader                             | Warner Bros.                              | $5 milions       | $20,758        | 88%         | 81         |
| 1986 | Laberint                                            | Jim Henson                   | Terry Jones                                                 | Dennis Lee i Jim Henson                                      | TriStar Pictures                          | $27.68 milions   | $11.6 milions  | 68%         | 50         |
| 1986 | Howard the Duck                                     | Willard Huyck                | Willard Huyck i Gloria Katz                                 | Willard Huyck i Gloria Katz                                  | Universal Pictures                        | $37 milions      | $48 milions    | 15%         | 28         |
| 1988 | Willow                                              | Ron Howard                   | Bob Dolman                                                  | George Lucas                                                 | Metro-Goldwyn-Mayer                       | $35 milions      | $57.3 milions  | 53%         | 47         |
| 1988 | Tucker: l'home i el seu somni                       | Francis Ford Coppola         | Arnold Schulman i David Seidler                             | Arnold Schulman i David Seidler                              | Paramount Pictures                        | $24 milions      | $19.7 milions  | 84%         | 74         |
| 1988 | The Land Before Time                                | Don Bluth                    | Stu Krieger                                                 | Judy Freudberg i Tony Geiss                                  | Universal Pictures & Amblin Entertainment | $12.5 milions    | $84.4 milions  | 70%         | 66         |
| 1989 | Indiana Jones i l'última croada                     | Steven Spielberg             | Jeffrey Boam                                                | George Lucas i Menno Meyjes                                  | Paramount Pictures                        | $48 milions      | $474.2 milions | 88%         | 65         |
| 1994 | Radioland Murders                                   | Mel Smith                    | Willard Huyck, Gloria Katz, Jeff Reno i Ron Osborn          | George Lucas                                                 | Universal Pictures                        | $15 milions      | $1.3 milions   | 24%         | N/D        |
| 1999 | Star Wars: Episode I – The Phantom Menace           | George Lucas                 | George Lucas                                                | George Lucas                                                 | 20th Century Fox                          | $115 milions     | $1.027 billion | 53%         | 51         |
| 2002 | Star Wars episodi II: L'atac dels clons             | George Lucas                 | George Lucas i Jonathan Hales                               | George Lucas                                                 | 20th Century Fox                          | $115 milions     | $649.4 milions | 66%         | 54         |
| 2005 | Star Wars episodi III: La venjança dels Sith        | George Lucas                 | George Lucas                                                | George Lucas                                                 | 20th Century Fox                          | $113 milions     | $850 milions   | 80%         | 68         |
| 2008 | Indiana Jones i el regne de la calavera de cristall | Steven Spielberg             | David Koepp                                                 | George Lucas i Jeff Nathanson                                | Paramount Pictures                        | $185 milions     | $790.6 milions | 77%         | 65         |
| 2008 | Star Wars: The Clone Wars                           | Dave Filoni                  | Henry Gilroy, Steven Melching, Scott Murphy                 | Henry Gilroy, Steven Melching, Scott Murphy                  | Warner Bros.                              | $8.5 milions     | $68.3 milions  | 18%         | 35         |
| 2012 | Red Tails                                           | Anthony Hemingway            | John Ridley i Aaron McGruder                                | John Ridley                                                  | 20th Century Fox                          | $58 milions      | $50.4 milions  | 40%         | 46         |
| 2015 | Strange Magic                                       | Gary Rydstrom                | David Berenbaum, Irene Mecchi i Gary Rydstrom               | George Lucas                                                 | Walt Disney Studios Motion Pictures       | $70-$100 milions | $13.6 milions  | 17%         | 25         |
| 2015 | Star Wars episodi VII: El despertar de la força     | J. J. Abrams                 | Lawrence Kasdan, J. J. Abrams and Michael Arndt             | Lawrence Kasdan, J. J. Abrams and Michael Arndt              | Walt Disney Studios Motion Pictures       | $250 milions     | $2.068 billion | 93%         | 81         |
| 2016 | Rogue One: A Star Wars Story                        | Gareth Edwards               | Chris Weitz i Tony Gilroy                                   | John Knoll i Gary Whitta                                     | Walt Disney Studios Motion Pictures       | $200 milions     | $1.056 billion | 85%         | 65         |
| 2017 | Star Wars: Els últims Jedi                          | Rian Johnson                 | Rian Johnson                                                | Rian Johnson                                                 | Walt Disney Studios Motion Pictures       | $200 milions     | $1.333 billion | 91%         | 85         |
| 2018 | Solo: A Star Wars Story                             | Ron Howard                   | Jonathan Kasdan and Lawrence Kasdan                         | Jonathan Kasdan and Lawrence Kasdan                          | Walt Disney Studios Motion Pictures       | $275 milions     | $392.7 milions | 70%         | 62         |
| 2019 | Star Wars: L'ascens de Skywalker                    | J. J. Abrams                 | Chris Terrio i J. J. Abrams                                 | Derek Connolly, Colin Trevorrow, J. J. Abrams i Chris Terrio | Walt Disney Studios Motion Pictures       | $275 milions     | $1.074 billion | 51%         | 53         |

### Films cancel·lats
- Ewoks III (al final de la dècada dels 1980)
- The Curse of Monkey Island (2000)[18]

### Estat desconegut
- Indiana Jones 5
- Willow 2[19]

### Sèries de televisió

#### Animació
- Star Wars: Droids (1985)
- Star Wars: Ewoks (1985–1986)
- Star Wars: Clone Wars (2003-2005)
- Star Wars: The Clone Wars (2008-2014, 2020)
- Star Wars Rebels (2014-2018)
- Lego Star Wars: The Resistance Rises (2016)
- Lego Star Wars: The Freemaker Adventures (2016-2017)
- Star Wars Blips (2017)
- Star Wars Forces of Destiny (2017-2018)
- LEGO Star Wars: All-Stars (2018)
- Star Wars Resistance (2018-2020)
- Star Wars Galaxy of Adventures (2018-2020)
- Timon and Pumbaa at the Movies (2019-present)
- Star Wars: Roll Out (2019-2020)
- Star Wars: The Bad Batch (2021)[20]

#### Personatges reals
- Maniac Mansion (1990–1993)
- The Young Indiana Jones Chronicles (1992–1993) / The Adventures of Young Indiana Jones (1999-2001)[21]
- The Mandalorian (2019–present)